# Monîlivka, Zboriv
Monîlivka (în ucraineană Монилівка) este un sat în comuna Iaroslavîci din raionul Zboriv, regiunea Ternopil, Ucraina.

## Demografie
Componența lingvistică a localității Monîlivka
     Ucraineană (100%)
Conform recensământului din 2001, toată populația localității Monîlivka era vorbitoare de ucraineană (100%).